# Tuberositas deltoidea humeri

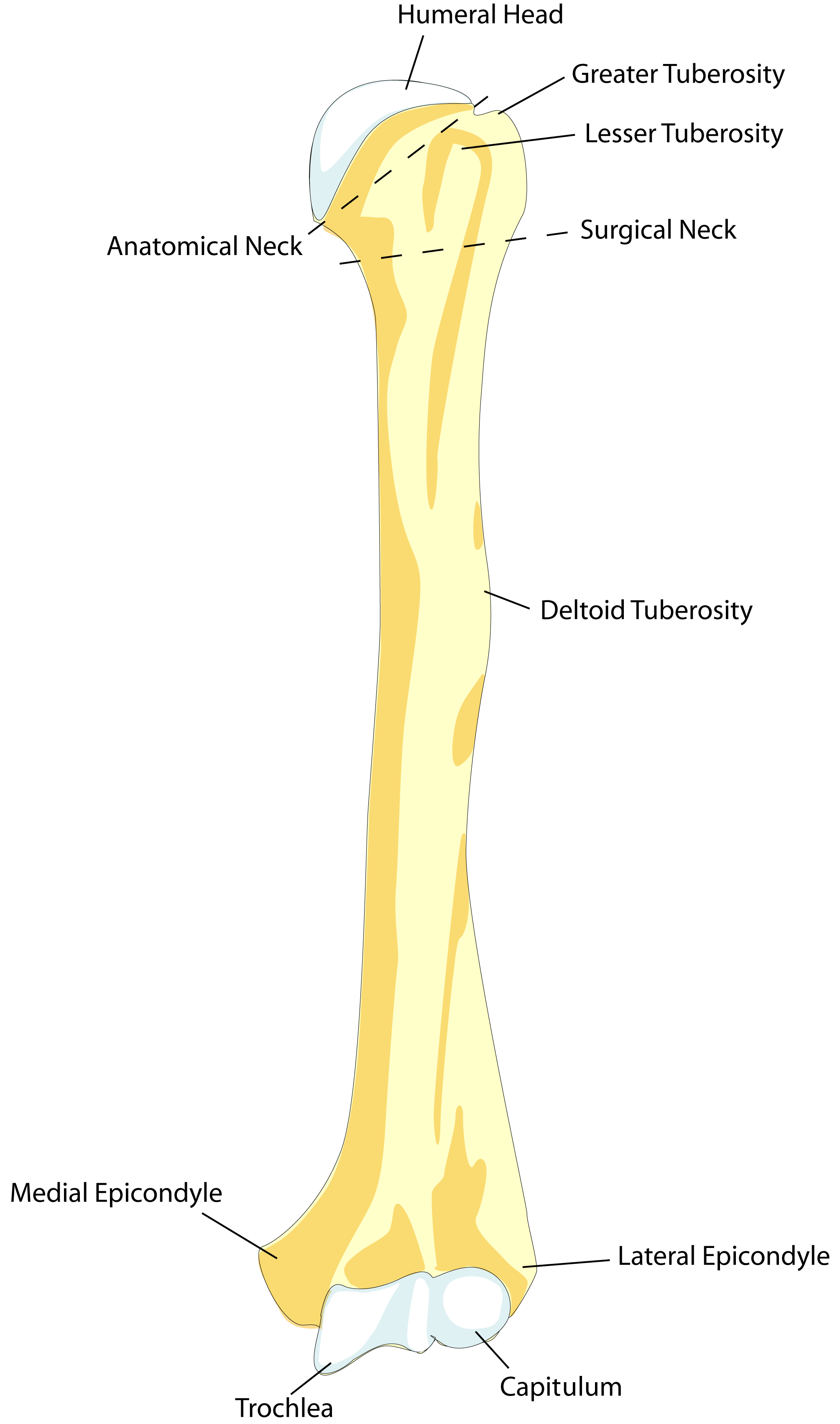
A felkarcsont (a tuberositas deltoidea humeri középen van jelölve)

A tuberositas deltoidea humeri az a régió a felkarcsonton (humerus), ahova a musculus deltoideus tapad. Ez a csont közepén található.

## Szerkezete

### Eltérések
A tuberositas deltoidea humeri az emberek kevesebb mint 10%-ában jelentős méretű.

### Fejlődése
A tuberositas deltoidea humeri endokondrális osszifikációval fejlődik kétfázisú folyamatban. Az indítójel az íntól, míg a növekedési fázis az izomtól függ.

## Klinikai jelentősége
A tuberositas deltoidea humeri hajlamos szakadásos törésre.

## Fordítás
Ez a szócikk részben vagy egészben  a   Deltoid tuberosity című angol Wikipédia-szócikk fordításán alapul.  Az eredeti cikk szerkesztőit annak laptörténete sorolja fel. Ez a jelzés csupán a megfogalmazás eredetét és a szerzői jogokat jelzi, nem szolgál a cikkben szereplő információk forrásmegjelöléseként.